# Hurricane (американський гурт)
Hurricane — американський хеві-метал гурт, сформований у 1983 році, до якого на початку входив нинішній вокаліст гурту Foreigner Келлі Генсен (вокал/ритм-гітара), Роберт Сарзо (гітара), Тоні Кавазо (бас) та Джей Шеллен (ударні).
Hurricane випустив чотири альбоми: Take What You Want (1985), Over the Edge (1988), Slave to the Thrill (1990) та Liquifury (2001). Over the Edge їхній найуспішніший альбом, до якого увійшов трек «I'm on to You», який 33 сходинку у часті Billboard Mainstream Rock Tracks в 1988 році.

## Склад
| Теперішні учасники - Роберт Сарзо — гітара, бек-вокал (1985—1989, 2010 — дотепер) - Тоні Кавазо — бас-гітара, бек-вокал (1985—1991, 2010 — дотепер) - Майк Генсен — барабани (2010 — дотепер) - Майкл О'Мара — вокал (2016 — дотепер) | Колишні учасники - Келлі Генсен — вокаліст, ритм-гітара, клавішні (1985—1991, 2000—2003) - Джей Шеллен — барабани, ударні, бек-вокал (1985—1991, 2000—2003) - Майкл Ґай — гітара, бек-вокал (1985) - Даґ Алдріч — гітара, бек-вокал (1989—1991) - Ларрі Антоніно — бас, бек-вокал (2000—2003) - Шон Меннінґ — гітара, бек-вокал (2000—2003) - Ендрю Фрімен — вокал, ритм-гітара (2010—2012) - Джейсон Еймс — вокал (2014—2015) |

## Дискографія

### Альбоми
- Take What You Want (1985)
- Over the Edge (1988)
- Slave to the Thrill (1990)
- Liquifury (2001)

### Сингли
- «Over The Edge» (1988)
- «I'm on To You» (1988)
- «Next To You» (1990)
- «Dance Little Sister» (1990)